# Anton Bodem
Anton Bodem (Aš, 7 agosto 1925 – Penzberg, 19 ottobre 2007) è stato un presbitero e teologo ceco della Società salesiana di San Giovanni Bosco.

## Biografia
Anton Bodem in un primo tempo apprese il mestiere di commerciante. Dopo essere stato espulso dalla Cecoslovacchia, nel settembre 1948 entrò nella comunità salesiana di Don Bosco a Ensdorf. Emise la prima professione nel 1952 e studiò teologia presso la Scuola Salesiana di Don Bosco a Benediktbeuern. Fu ordinato sacerdote il 29 giugno 1961. Dopo ulteriori periodi di studio presso la Julius-Maximilians-Universität di Würzburg e la Johannes Gutenberg-Universität di Magonza, nel 1969 conseguì il dottorato in teologia con una tesi su Thomas Cajetan. Dal 1970 insegnò dogmatica presso il collegio religioso dei Salesiani di Don Bosco; nel 1981 fu riconosciuto come professore dallo Stato. Nel 1998 divenne professore emerito.
Le principali aree di insegnamento e ricerca di Bodem furono il Nuovo Testamento e la dogmatica, argomento su cui pubblicò numerosi saggi.

## Opere
- Anton Bodem, Das Wesen der Kirche nach Kardinal Cajetan, Mainz, 1971
- Wilhelm Albrecht, Anton Bodem, Horacio E. Lona, Die Osterbotschaft in der Theologie und im Religionsunterricht, Donauwörth, Auer, 1981, ISBN 3-403-01270-0
- Anton Bodem, Alois Kothgasser (a cura di), Theologie und Leben, Festgabe für Georg Söll zum 70. Geburtstag, Rom, LAS, 1983, ISBN 88-213-0075-7
- Anton Bodem, Hierarchie der Wahrheiten, Don-Bosco-Verlag, 1991, ISBN 3-7698-0689-1
- Anton Bodem, Alois Kothgasser, Georg Söll, Die Mutter Christi : Beiträge zur Marienlehre, Don-Bosco-Verlag, 1993, ISBN 3-7698-0761-8
- Anton Bodem, In Mystischer Leib, in Marienlexikon, St. Ottilien, Verlag Erzabtei St. Ottilien, 1988. OCLC 470755180